# Samtgemeinde Elm-Asse
La comunità amministrativa di Elm-Asse (Samtgemeinde Elm-Asse) si trova nel circondario di Wolfenbüttel nella Bassa Sassonia, in Germania.
È stata costituita il 1º gennaio 2015 tramite la fusione delle Samtgemeinde Asse e Samtgemeinde Schöppenstedt. 
La sede amministrativa si trova nella città di Schöppenstedt. 

## Suddivisione
Comprende 12 comuni:
- Dahlum
- Denkte
- Hedeper
- Kissenbrück
- Kneitlingen
- Remlingen-Semmenstedt
- Roklum
- Schöppenstedt, città e sede amministrativa
- Uehrde
- Vahlberg
- Winnigstedt
- Wittmar